# Maria Chtcherbatchenko
Maria Chtcherbatchenko (ukrainien : Марія Захарівна Щербаченко) est une sergente du 835e régiment des carabiniers de la 237e Division d'Infanterie, 40e armée sur le Front de Voronej au cours de la Seconde Guerre mondiale. Pour son service dans l'armée lui est décerné le titre d'Héroïne de l'Union soviétique le 23 octobre 1943.

## Enfance et éducation
Chtcherbatchenko est née le 14 février 1922 à une famille de paysans ukrainiens dans le village d'Efremovka dans le gouvernement de Kharkov. À l'âge de dix ans, elle perd ses deux parents et est élevée par son frère aîné. Après avoir obtenu son diplôme de l'école secondaire, elle travaille comme assistante comptable dans une ferme collective de son village.

## Carrière militaire
Chtcherbatchenko rejoint l'Armée rouge en 1943, après la fin de sa formation médicale à Samarcande. Elle est envoyée au front en juin de cette année-là. Le 24 septembre 1943, elle est l'une des 13 premiers soldats à traverser la tête de pont sur le Dniepr, sous le feu ennemi au niveau du village de Grebeni dans l'Oblast de Kiev. Tout au long des dix jours de bataille, elle sauve 112 soldats blessés sur le champ de bataille, donne les premiers soins et les transportent vers le centre médical à l'arrière du front. Depuis le début de l'offensive, elle se bat à la mitrailleuse. Le 23 octobre 1943, elle reçoit le titre d'Héroïne de l'Union soviétique par le décret du présidium du Soviet suprême de ses actes dans la bataille du Dniepr.
Après la guerre, elle est démobilisée du service actif et devient réserviste. Elle obtient ensuite un diplôme de l'école de droit de Tachkent et travaille comme avocate à Kiev. Pour son dévouement dans le sauvetage des blessés, elle reçoit la médaille Florence Nightingale qui lui est attribuée par la Croix rouge internationale en 1973. Le 22 juillet 2000, le ministère de la Défense ukrainien nomme Chtcherbatchenko, membre honoraire du 407e Centre médical militaire, le service de médecine du commandement opérationnel du nord. Elle meurt à Kiev le 23 novembre 2016, à l'âge de 94 ans et est enterrée dans le cimetière militaire Lukianivske.

## Distinctions
- Héroïne de l'Union soviétique[5]
- Ordre de Lénine
- Ordre de la Guerre patriotique de 1re classe[6]
- Médaille du Courage[7]
- Médaille Florence Nightingale[8]
- Ordre du Mérite[9]
- Ordre de Bogdan Khmelnitski de 3e classe[10]
- Médaille Défenseur de la Patrie[11]